# Tschaidicancha
Tschaidicancha is een geslacht van hooiwagens uit de familie Gonyleptidae.
De wetenschappelijke naam Tschaidicancha is voor het eerst geldig gepubliceerd door Roewer in 1957. 

## Soorten
Tschaidicancha is monotypisch en omvat slechts de volgende soort:
- Tschaidicancha weyrauchi